# Kreis La Tour-de-Peilz
| Kreis La Tour-de-Peilz           | Kreis La Tour-de-Peilz |
| Basisdaten                       | Basisdaten             |
| -------------------------------- | ---------------------- |
| Staat:                           | Schweiz                |
| Kanton:                          | Waadt (VD)             |
| Bezirk:                          | Vevey                  |
| Hauptort:                        | La Tour-de-Peilz       |
| Fläche:                          | 34,50 km²              |
| Einwohner:                       | 24'504 (31.12.2023)    |
| Bevölkerungsdichte:              | 710 Einw. pro km²      |
| Aufgehoben am:                   | 31. Dezember 2006      |
| Karte                            |                        |
| Karte von Kreis La Tour-de-Peilz |                        |

Der Kreis La Tour-de-Peilz (französisch Cercle de La Tour-de-Peilz) war bis zum 31. August 2006 eine Verwaltungseinheit des Bezirks Vevey im Kanton Waadt in der Schweiz. Sitz des Kreisamtes war La Tour-de-Peilz.
Der Kreis umfasste drei Gemeinden und war 34,50 km² gross. Die Gemeinden des ehemaligen Kreises zählten Ende 2023 24'504 Einwohner.
| Wappen                  | Name der Gemeinde       | Einwohner (31. Dezember 2023) | Fläche in km² | Einw. pro km² |
| ----------------------- | ----------------------- | ----------------------------- | ------------- | ------------- |
| Blonay                  | Blonay                  | 6'282                         | 16,07         | 391           |
| La Tour-de-Peilz        | La Tour-de-Peilz        | 12'595                        | 3,26          | 3863          |
| Saint-Légier-La Chiésaz | Saint-Légier-La Chiésaz | 5'627                         | 15,17         | 371           |
| Total (3)               | Total (3)               | 24'504                        | 34,50         | 710           |